# Liste der Justizvollzugsanstalten in Niedersachsen
Die Liste der Justizvollzugsanstalten in Niedersachsen führt bestehende und ehemalige Justizvollzugsanstalten im Land Niedersachsen auf.

## Justizvollzugsanstalten
| Justizvollzugsanstalt                                       | Ort                                                | Inbetriebnahme | Belegungsfähigkeit                                        | Bemerkungen | Bild            |
| ----------------------------------------------------------- | -------------------------------------------------- | -------------- | --------------------------------------------------------- | --- | --------------- |
| Justizvollzugsanstalt Wolfenbüttel - Abteilung Braunschweig | Braunschweig                                       | 1885           | 143                                                       | Die früher selbständige Vollzugsanstalt wird als Abteilung der Justizvollzugsanstalt Wolfenbüttel geführt, |                 |
| Justizvollzugsanstalt Bremervörde                           | Bremervörde                                        | 2013           | 300                                                       | |                 |
| Justizvollzugsanstalt Celle                                 | Celle                                              | ab 1710        | 218                                                       | |                 |
| Jugendanstalt Göttingen                                     | Göttingen Rosdorfer Weg 76 51,52102° N, 9,91451° O | 1982           | 75                                                        | die ehemals selbständige Jugendanstalt Göttingen ist eine externe Abteilung der Jugendanstalt Hameln, Abteilung Offener Vollzug Göttingen                                                                                          | Bild gesucht BW |
| Jugendarrestanstalt Göttingen                               | Göttingen Rosdorfer Weg 76                         |                |                                                           | Die Jugendarrestanstalt Göttingen liegt auf dem Gelände der Jugendanstalt Göttingen, gehört aber nicht wie diese als externe Abteilung zur Jugendanstalt Hameln, sondern ist eine externe Abteilung der Jugendarrestanstalt Verden |                 |
| Justizvollzugsanstalt Hahnöfersand                          | Jork                                               | 1913           | 280                                                       | Die Justizvollzugsanstalt auf dem Gebiet des Landes Niedersachsen ist eine Behörde der Freien und Hansestadt Hamburg. |                 |
| Jugendanstalt Hameln                                        | Hameln Tündernsche Str. 50                         | 1978           | 771                                                       | |                 |
| Justizvollzugsanstalt Hannover                              | Hannover                                           | 1963           | 821                                                       | |                 |
| Justizvollzugsanstalt für Frauen - Abteilung Hildesheim -   | Hildesheim                                         |                |                                                           | Abteilung der Justizvollzugsanstalt für Frauen Vechta |                 |
| Justizvollzugsanstalt Lingen                                | Lingen                                             |                |                                                           | weitere Abteilungen in Groß Hesepe, Damaschke und Osnabrück |                 |
| Justizvollzugsanstalt Meppen                                | Meppen                                             |                |                                                           | |                 |
| Justizvollzugsanstalt Nordenham                             | Nordenham                                          | 1911           | 46                                                        | Abteilung der JVA Oldenburg |                 |
| Justizvollzugsanstalt Oldenburg                             | Oldenburg                                          | 2001           | 437                                                       | |                 |
| Justizvollzugsanstalt Rosdorf                               | Rosdorf                                            | 2007           | 318                                                       | Zur JVA Rosdorf gehören die Abteilungen für offenen Vollzug" in Duderstadt und Einbeck. |                 |
| Justizvollzugsanstalt Sehnde                                | Sehnde                                             | 2004           | 534                                                       | Eine gesonderte Abteilung befindet sich in Burgdorf. |                 |
| Justizvollzugsanstalt Uelzen                                | Uelzen                                             | 1987           | 359                                                       | |                 |
| Justizvollzugsanstalt für Frauen Vechta                     | Vechta                                             |                | 328                                                       | |                 |
| Justizvollzugsanstalt für Jungtäter Vechta                  | Vechta                                             |                | 330                                                       | |                 |
| Jugendarrestanstalt Verden                                  | Verden                                             |                | 44 in der Hauptanstalt, davon 7 für weibliche Arrestanten | Hauptanstalt des niedersächsischen Jugendarrestvollzugs mit Abteilungen in Emden, Göttingen, Nienburg und Neustadt am Rübenberge                                                                                                   | Bild gesucht BW |
| Justizvollzugsanstalt Wilhelmshaven                         | Wilhelmshaven                                      |                |                                                           | Abteilung der Justizvollzugsanstalt Oldenburg, Standort des Vollzugsmuseums Wilhelmshaven |                 |
| Justizvollzugsanstalt Wolfenbüttel                          | Wolfenbüttel                                       | 1790           | 397                                                       | |                 |

## Ehemalige Gefängnisse
| Justizvollzugsanstalt | Ort                          | Inbetriebnahme | Schließung | Bemerkungen | Bild |
| --------------------- | ---------------------------- | -------------- | ---------- | --- | ---- |
| JVA Göttingen         | Göttingen Obere Masch Str. 9 | um 1830        | 2007       | Anstalt für Untersuchungshaft, geschlossen als 2007 die nahegelegene JVA Rosdorf in Betrieb ging.                                                                                                 |      |
| Gefängnis Hameln      | Hameln                       | 1827           | 1980       | Nach dem Krieg wurden hier 156 Kriegsverbrecher hingerichtet. Heute ein Hotel. |      |
| JVA Salinenmoor       | Celle                        | 1978           | 2014       | Zwischen 1991 und 2007 eigenständige Anstalt, davor und danach externe Abteilung der JVA Celle. Die JVA führte bis 1996 die Bezeichnung JVA Celle II und wurde dann in JVA Salinenmoor umbenannt. |      |